# Stegolepis linearis
Stegolepis linearis là một loài thực vật có hoa trong họ Rapateaceae. Loài này được Gleason miêu tả khoa học đầu tiên năm 1931.